# Берггреен, Эмиль
Эмиль Берггреен (дат. Emil Berggreen; род. 10 мая 1993, Хельсингёр, Фредериксборг) — датский футболист, нападающий клуба «Сённерйюск».

## Клубная карьера
Бергреен начал профессиональную карьеру в клубе «Брёнсхёй». В 2011 году он дебютировал за команду в первом датском дивизионе. В 2014 году Эмиль перешёл в «Хобро». 20 июля в матче против «Оденсе» он дебютировал в датской Суперлиги. 9 ноября года в поединке против «Брондбю» Бергреен сделал «дубль», забив свои первые голы за клуб.
В начале 2015 года Эмиль перешёл в немецкий «Айнтрахт» из Брауншвейга. 8 февраля в матче против «Кайзерслаутерна» он дебютировал во Второй Бундеслиге. 23 февраля в поединке против «РБ Лейпциг» Бергреен забил свой первый гол за новую команду.
В начале 2016 года Эмитль перешёл в «Майнц 05». 18 июля 2019 года перешёл в нидерландский «Твенте», подписав с клубом контракт на один сезон.
В сентябре 2020 года перешёл в Гройтер Фюрт, подписав контракт на два сезона.

## Международная карьера
В 2015 году в составе молодёжной сборной Дании Эмиль принял участие в молодёжном чемпионате Европы в Чехии. На турнире он сыграл в матче против сборной Чехии.